# Damon Lázaro de Sena
Damon Lázaro de Sena (Itabira, 27 de julho de 1964) é um médico e político brasileiro filiado ao Partido Verde (PV) ex-prefeito do município onde nasceu, situado no interior do estado de Minas Gerais.
Casado, atua no cenário político itabirano desde 2004, quando candidatou-se ao cargo de prefeito. Disputou as eleições daquele ano com outros quatro candidatos, obtendo a segunda colocação, perdendo para João Izael, do Partido da República (PR). Novamente nas eleições municipais de 2008 candidatou-se e ficou com a segunda posição, sendo derrotado para João Izael por uma diferença de 2 573 votos. Em 2012 foi eleito com 47 794 votos (70,20% do total de eleitores).
Damon Lázaro de Sena foi candidato à reeleição em 2016 e disputou a cadeira com outros cinco candidatos, mas não se reelegeu. Foi sucedido por Ronaldo Lage Magalhães, do PTB.